# Mia Hamm
Mariel Margaret „Mia“ Hamm-Garciaparra (* 17. März 1972 in Selma, Alabama als Mariel Margaret Hamm) ist eine ehemalige US-amerikanische Fußballspielerin.
Hamm ist eine der populärsten Sportlerinnen der USA. Mit ihr als Protagonistin entwickelte sich Fußball (in der amerikanischen Bezeichnung „Soccer“) bei amerikanischen Mädchen zu einer der populärsten Sportarten. Sie hat 276 Länderspiele absolviert und dabei 158 Tore geschossen. In der Zahl der Länderspieltore wurde sie erst am 20. Juni 2013 von Abby Wambach übertroffen, die den Rekord zunächst auf 160 Tore steigerte und mit 184 Toren ihre Karriere beendete. Bei der Zahl der Länderspiele wird sie nur von Kristine Lilly, die 354 Spiele absolvierte, und Christie Rampone, die es auf 311 Spiele brachte, übertroffen.

## Karriere

### Jugendjahre
Hamm wurde mit Klumpfuß geboren, was es nötig machte, diesen zu korrigieren. Die meiste Zeit ihrer Kindheit lebte sie mit ihren Eltern und fünf Geschwistern in Militärquartieren im In- und Ausland. Bei einem Aufenthalt in Italien wurde Hamms Vater für den Fußball begeistert und steckte auch seine Tochter an. Fortan spielte Hamm regelmäßig. In Texas war die Stürmerin für die Notre Dame Catholic High School in Wichita Falls aktiv, danach in Virginia für die Lake Braddock Secondary School in Burke. Dort verhalf sie dem Team 1988 zum Gewinn der Staatsmeisterschaft für Schulmannschaften. Nach Abschluss ihrer Schulzeit ging Hamm zum Studium an die University of North Carolina at Chapel Hill, mit deren Frauenteam sie in den Jahren 1989, 1990, 1992 und 1993 die US-amerikanische Universitäts-Frauenmeisterschaft gewann. Ihre Mannschaft gewann 92 von 95 Spielen, in denen Hamm eingesetzt wurde. Dabei erzielte sie 103 Tore. 1991 setzte Hamm wegen der WM in China aus. Mehrfach wurde die Angreiferin in diesen Jahren mit persönlichen Auszeichnungen geehrt. 1993 schloss sie ihr Studium an der Universität von North Carolina ab. Da es in den USA bis 2001 keine Frauenprofiliga gab, spielte Hamm in den folgenden Jahren nur noch für die Nationalmannschaft.

### Washington Freedom, 2001–2003
Lediglich in den Jahren 2001–2003 hatte sie die Möglichkeit, in der kurzlebigen Profiliga Women’s United Soccer Association (WUSA) zu spielen. Sie spielte für die Washington Freedom, mit der sie im September 2003 die Ligameisterschaft gewann. Die WUSA stellte nach dieser Saison ihren Spielbetrieb ein.

### Nationalmannschaft
Bereits im Alter von 15 Jahren wurde Hamm in den Kader der amerikanischen Frauennationalmannschaft berufen, und am 3. August 1987 gab sie, im Alter von 15 Jahren und 140 Tagen, ihr Debüt im Spiel gegen China. Damit wurde sie die jüngste Debütspielerin des US-Teams. Am 25. Juli 1990 gelang der Stürmerin ihr erster Treffer im US-Dress. 1991 wurde sie von Nationaltrainer Anson Dorrance in das Aufgebot für die Weltmeisterschaft in China berufen. Damit war sie die jüngste Teilnehmerin der Mannschaft. Während des Turniers kam Hamm zu zwei Treffern und half damit ihrem Team, den Titel zu gewinnen. Im Endspiel setzten sich die USA mit 2:1 gegen Norwegen durch, wobei Hamm in der Startelf ihrer Mannschaft stand. Damals stand die Angreiferin noch im Schatten von Michelle Akers, April Heinrichs und Carin Jennings-Gabarra.

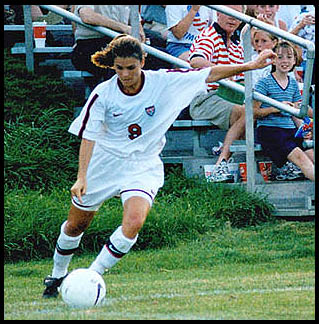
Hamm im Dress des US-Teams (1998)

Bei der WM 1995 musste sie im Gruppenspiel gegen Dänemark in den letzten fünf Spielminuten das Tor hüten, nachdem Briana Scurry vom Platz gestellt worden war. Dabei konnte sie zwei Torschüsse abwehren. Sie ist damit die bisher einzige Feldspielerin, die in einem WM-Spiel das Tor hütete.
Am 18. September 1998 erzielte sie beim 4:0 gegen Russland als erste US-Spielerin und dritte Spielerin überhaupt ihr 100. Länderspieltor. Das letzte ihrer 158 Länderspieltore erzielte sie am 3. November 2004 gegen Dänemark.
Im Februar 1999 spielte sie aus Anlass der Auslosung der Gruppen der WM 1999 mit der Nationalmannschaft gegen eine FIFA-Weltauswahl. Das Spiel wird aber nicht als offizielles Länderspiel gezählt.
1999 wurde sie erneut Fußballweltmeisterin. Bei den Olympischen Spielen 1996 in Atlanta wurde sie Olympiasiegerin. Diesen Erfolg konnte sie bei den Olympischen Spielen 2004 in Athen wiederholen. Bei der Abschlussfeier 2004 trug sie die Fahne der US-amerikanischen Mannschaft. Mia Hamm beendete nach den Olympischen Spielen 2004 und einer sogenannten Fan Celebration Tour, einer Serie mit zehn Freundschaftsspielen in den USA, ihre internationale Karriere. Im letzten Spiel trug sie in der zweiten Halbzeit ein Trikot mit ihrem Ehenamen Garciaparra – sie ist mit dem ehemaligen Baseball-Star Nomar Garciaparra verheiratet.
Hamm gewann außerdem noch eine Silbermedaille bei den Olympischen Spielen 2000 in Sydney. Ferner erreichte sie mit der Nationalmannschaft der USA bei den Weltmeisterschaften 1995 und 2003 jeweils den dritten Platz.
Ihr 276. und letztes Länderspiel bestritt sie am 8. Dezember 2004 gegen Mexiko. Gleichzeitig mit ihr beendeten Julie Foudy (274. Länderspiel), Brandi Chastain (192.) und Cindy Parlow (158.) ihre Länderspielkarriere. Zudem war es das letzte Länderspiel unter Nationaltrainerin April Heinrichs. Dabei wurde die Zahl erst im August 2016 auf 276 Spiele gestellt, nachdem der US-Verband bei der Überprüfung seiner Statistik auf zwei im Januar 1995 durchgeführte Länderspiele gestoßen war, die bis dahin nicht berücksichtigt wurden und in denen sie einen Einsatz hatte. In einigen noch nicht aktualisierten Statistiken wird sie daher noch mit 275 Länderspielen geführt.
Sie wurde 2001 von der FIFA zur ersten FIFA-Weltfußballerin des Jahres gewählt und erhielt die Auszeichnung auch 2002.
Am 20. Juni 2013 erzielte Abby Wambach beim 5:0 gegen Südkorea in der ersten Halbzeit vier Tore und stellte dabei zunächst den Weltrekord von Mia Hamm von 158 Toren ein; sie steigerte ihn später auf 184 Tore.

## Privates
Mia Hamm hat Politikwissenschaften studiert.
Hamm engagiert sich im Kampf gegen Knochenmarkserkrankungen, seit ihr Bruder Garrett 1997 nach Komplikationen im Zusammenhang mit aplastischer Anämie verstarb. 1999 gründete sie die Mia-Hamm-Stiftung, eine gemeinnützige landesweite Organisation, deren Ziele darin bestehen, auf Knochenmarkerkrankungen aufmerksam zu machen, Mittel für deren Bekämpfung zu beschaffen und im Sport mehr Möglichkeiten für junge Frauen zu entwickeln.
Mia Hamm heiratete am 22. November 2003 den Baseballstar Nomar Garciaparra. Das Paar hat Zwillingstöchter (geboren 2007) und einen Sohn (geboren 2012).
Am 27. Oktober 2014 gab der AS Rom bekannt, dass Hamm in den Vorstand des Vereins berufen wurde. Ebenfalls im Oktober 2014 investierte Hamm, genauso wie ihr Mann, in das neue Major-League-Soccer-Franchise Los Angeles FC.

## Trivia
- Ihr zu Ehren stellte der Sportartikelhersteller Nike einen speziellen Schuh, der unter dem Namen „Air ZOOM M9“ vertrieben wurde, her. Auch Barbie-Puppen wurden nach ihrem Vorbild gestaltet.[2]
- In einem Gatorade-Werbespot legte sich Hamm mit der amerikanischen Basketball-Legende Michael Jordan in den Sportarten Fechten, Laufen, Basketball, Tennis, Judo und Fußball an, wobei nicht deutlich wurde, wer gewinnt.[2][13]
- Außerdem benannte die Nike Inc. eines ihrer Gebäude in der Firmenzentrale nach der Fußballerin.[2]
- Hamm ist neben Michelle Akers eine von zwei Spielerinnen, die 2004 von Pelé in die FIFA 100 gewählt wurde.[14]
- In der 14. Episode der achten Staffel der US-Serie Friends wird sie von Rachel Green (gespielt von Jennifer Aniston) erwähnt.

## Erfolge

### College- und Vereinsmannschaft
- Vierfacher College-Champion mit der UNC 1989, 1990, 1992 und 1993
- WUSA-Meister mit Washington Freedom 2003

### Nationalmannschaft
- Goldmedaille bei den Olympischen Spielen in Atlanta 1996
- Silbermedaille bei den Olympischen Spielen in Sydney 2000
- Goldmedaille bei den Olympischen Spielen in Athen 2004
- Weltmeister bei der Weltmeisterschaft in China 1991
- 3. Platz bei der Weltmeisterschaft in Schweden 1995
- Weltmeister bei der Weltmeisterschaft in den USA 1999
- 3. Platz bei der Weltmeisterschaft in den USA 2003

### Persönliche Erfolge
- Zweifache Gewinnerin der Hermann-Trophy (College-Spielerin des Jahres) 1992 und 1993
- Fünffache Spielerin des Jahres in den USA (1994–1998)
- Zweifache Gewinnerin bei der Wahl zur FIFA-Weltfußballerin des Jahres 2001 und 2002
- Zweifache Zweitplatzierte bei der Wahl zur FIFA-Weltfußballerin des Jahres 2003 und 2004
- Aufnahme als erste Frau in die FIFA 100
- Aufnahme in die Soccer Hall of Fame: 2007
- 2013: Wahl in das All-Time Women's National Team Best XI[15]

## Rekorde in der Nationalmannschaft
- Meiste Assists: 145
- Meiste Hattricks: 8 (zudem zwei Spiele mit 4 Toren)
- Meiste Assists in WM-Spielen: 12
- Meiste Tore gegen Deutschland: 9 in 18 Spielen